# Campionato Interregionale 1983-1984
Il Campionato Interregionale 1983-1984 fu la 36ª edizione del campionato di categoria e il V livello del calcio italiano.

## Stagione

Una formazione della Nuorese vincitrice del girone N.

### Aggiornamenti
Il Montecatini, neo retrocesso, non si iscrive al campionato e riparte dalla Prima Categoria.
Il Ligny Trapani cambia denominazione iscrivendosi col nome di Pro Trapani

## Girone A

### Classifica finale

Il Gladiator vincitore del girone H.

|  | Pos. | Squadra      | Pt | G  | V  | N  | P  | GF | GS | DR  |
|  | ---- | ------------ | -- | -- | -- | -- | -- | -- | -- | --- |
|  | 1.   | Pro Vercelli | 43 | 30 | 17 | 9  | 4  | 36 | 11 | +25 |
|  | 2.   | Cairese      | 43 | 30 | 15 | 13 | 2  | 36 | 15 | +21 |
|  | 3.   | Albenga      | 38 | 30 | 14 | 10 | 6  | 33 | 21 | +12 |
|  | 4.   | Andora       | 36 | 30 | 15 | 6  | 9  | 44 | 31 | +13 |
|  | 4.   | Cuneo        | 36 | 30 | 13 | 10 | 7  | 30 | 21 | +9  |
|  | 6.   | Vado         | 35 | 30 | 12 | 11 | 7  | 35 | 24 | +11 |
|  | 6.   | Pinerolo     | 35 | 30 | 12 | 11 | 7  | 29 | 22 | +7  |
|  | 8.   | Aosta        | 34 | 30 | 13 | 8  | 9  | 36 | 29 | +7  |
|  | 9.   | Ivrea        | 29 | 30 | 9  | 11 | 10 | 20 | 33 | -13 |
|  | 10.  | Acqui        | 28 | 30 | 7  | 14 | 9  | 31 | 32 | -1  |
|  | 11.  | Trecate      | 26 | 30 | 5  | 16 | 9  | 27 | 26 | +1  |
|  | 12.  | Moncalieri   | 24 | 30 | 8  | 8  | 14 | 26 | 42 | -16 |
|  | 13.  | Orbassano    | 22 | 30 | 7  | 8  | 15 | 24 | 39 | -15 |
|  | 14.  | Borgomanero  | 22 | 30 | 5  | 12 | 13 | 27 | 33 | -6  |
|  | 15.  | Mezzomerico  | 17 | 30 | 4  | 9  | 17 | 15 | 42 | -27 |
|  | 16.  | Busallese    | 12 | 30 | 2  | 8  | 20 | 16 | 44 | -28 |

Legenda:
      Promossa in Serie C2 1984-1985.
      Retrocessa in Promozione 1984-1985.
Regolamento:
Due punti a vittoria, uno a pareggio, zero a sconfitta.
A parità di punteggio, solo per l'assegnazione di un titolo sportivo (per la promozione o per la retrocessione), le squadre a pari punti erano classificate secondo i punti e la differenza reti conseguita negli scontri diretti.

### Spareggi

#### Spareggio promozione
|              | Risultati |         | Luogo e data                |
| ------------ | --------- | ------- | --------------------------- |
| Pro Vercelli | 2-1 (dts) | Cairese | Alessandria, 20 maggio 1984 |
|              |           |         |                             |

## Girone B

### Classifica finale
|  | Pos. | Squadra             | Pt | G  | V  | N  | P  | GF | GS | DR  |
|  | ---- | ------------------- | -- | -- | -- | -- | -- | -- | -- | --- |
|  | 1.   | Virescit Boccaleone | 47 | 30 | 20 | 7  | 3  | 54 | 17 | +37 |
|  | 2.   | Seregno             | 47 | 30 | 20 | 7  | 3  | 52 | 14 | +38 |
|  | 3.   | Leffe               | 40 | 30 | 16 | 8  | 6  | 51 | 25 | +26 |
|  | 4.   | Ponte San Pietro    | 36 | 30 | 12 | 12 | 6  | 39 | 25 | +14 |
|  | 4.   | Abbiategrasso       | 36 | 30 | 13 | 10 | 7  | 33 | 22 | +11 |
|  | 6.   | Vigevano            | 33 | 30 | 12 | 9  | 9  | 31 | 23 | +8  |
|  | 6.   | Pro Sesto           | 33 | 30 | 12 | 9  | 9  | 27 | 31 | -4  |
|  | 8.   | Caratese            | 28 | 30 | 10 | 8  | 12 | 30 | 37 | -7  |
|  | 8.   | Gallaratese         | 28 | 30 | 9  | 10 | 11 | 21 | 28 | -7  |
|  | 10.  | Pro Palazzolo       | 27 | 30 | 8  | 11 | 11 | 24 | 26 | -2  |
|  | 11.  | Solbiatese          | 24 | 30 | 7  | 10 | 13 | 23 | 34 | -11 |
|  | 12.  | Sondrio             | 23 | 30 | 7  | 9  | 14 | 23 | 37 | -14 |
|  | 13.  | Lecco               | 22 | 30 | 3  | 16 | 11 | 16 | 36 | -20 |
|  | 14.  | Romanese            | 21 | 30 | 6  | 9  | 15 | 27 | 41 | -14 |
|  | 15.  | Vergiatese          | 18 | 30 | 4  | 10 | 16 | 22 | 54 | -32 |
|  | 16.  | Saronno             | 17 | 30 | 4  | 9  | 17 | 9  | 32 | -23 |

Legenda:
      Promossa in Serie C2 1984-1985.
      Retrocessa in Promozione 1984-1985.
Regolamento:
Due punti a vittoria, uno a pareggio, zero a sconfitta.
A parità di punteggio, solo per l'assegnazione di un titolo sportivo (per la promozione o per la retrocessione), le squadre a pari punti erano classificate secondo i punti e la differenza reti conseguita negli scontri diretti.

### Spareggi

#### Spareggio promozione
|                     | Risultati |         | Luogo e data         |
| ------------------- | --------- | ------- | -------------------- |
| Virescit Boccaleone | 2-0 (dts) | Seregno | Lodi, 20 maggio 1984 |
|                     |           |         |                      |

## Girone C

### Classifica finale
|  | Pos. | Squadra        | Pt | G  | V  | N  | P  | GF | GS | DR  |
|  | ---- | -------------- | -- | -- | -- | -- | -- | -- | -- | --- |
|  | 1.   | Pievigina      | 44 | 30 | 19 | 6  | 5  | 48 | 22 | +26 |
|  | 2.   | Cittadella     | 37 | 30 | 12 | 13 | 5  | 35 | 24 | +11 |
|  | 3.   | Giorgione      | 36 | 30 | 11 | 14 | 5  | 31 | 21 | +10 |
|  | 4.   | Benacense 1905 | 34 | 30 | 12 | 10 | 8  | 28 | 21 | +7  |
|  | 4.   | Jesolo         | 34 | 30 | 10 | 14 | 6  | 28 | 22 | +6  |
|  | 6.   | Opitergina     | 32 | 30 | 9  | 14 | 7  | 23 | 21 | +2  |
|  | 7.   | Bassano Virtus | 31 | 30 | 11 | 9  | 10 | 27 | 24 | +3  |
|  | 8.   | Valdagno       | 30 | 30 | 10 | 10 | 10 | 31 | 28 | +3  |
|  | 9.   | Pro Aviano     | 29 | 30 | 9  | 11 | 10 | 31 | 34 | -3  |
|  | 10.  | Miranese       | 28 | 30 | 8  | 12 | 10 | 27 | 23 | +4  |
|  | 10.  | Pro Cervignano | 28 | 30 | 6  | 16 | 8  | 22 | 24 | -2  |
|  | 10.  | Trivignano     | 28 | 30 | 9  | 10 | 11 | 21 | 30 | -9  |
|  | 13.  | Conegliano     | 27 | 30 | 9  | 9  | 12 | 21 | 30 | -9  |
|  | 14.  | Levico Terme   | 27 | 30 | 6  | 15 | 9  | 21 | 23 | -2  |
|  | 15.  | Abano          | 26 | 30 | 9  | 8  | 13 | 29 | 31 | -2  |
|  | 16.  | Dolo           | 9  | 30 | 1  | 7  | 22 | 14 | 59 | -45 |

Legenda:
      Promossa in Serie C2 1984-1985.
      Retrocessa in Promozione 1984-1985.
Regolamento:
Due punti a vittoria, uno a pareggio, zero a sconfitta.
A parità di punteggio, solo per l'assegnazione di un titolo sportivo (per la promozione o per la retrocessione), le squadre a pari punti erano classificate secondo i punti e la differenza reti conseguita negli scontri diretti.

## Girone D
Il San Lazzaro è una rappresentativa della città di San Lazzaro di Savena.

### Classifica finale
|  | Pos. | Squadra        | Pt | G  | V  | N  | P  | GF | GS | DR  |
|  | ---- | -------------- | -- | -- | -- | -- | -- | -- | -- | --- |
|  | 1.   | Sassuolo       | 43 | 30 | 16 | 11 | 3  | 39 | 19 | +20 |
|  | 2.   | Rovigo         | 41 | 30 | 14 | 13 | 3  | 41 | 17 | +24 |
|  | 3.   | Pescantina     | 37 | 30 | 13 | 11 | 6  | 29 | 21 | +8  |
|  | 4.   | Carpi          | 36 | 30 | 12 | 12 | 6  | 38 | 18 | +20 |
|  | 4.   | Fiorenzuola    | 36 | 30 | 12 | 12 | 6  | 37 | 27 | +10 |
|  | 6.   | San Lazzaro    | 35 | 30 | 11 | 13 | 6  | 31 | 21 | +10 |
|  | 7.   | Contarina      | 33 | 30 | 7  | 19 | 4  | 27 | 22 | +5  |
|  | 8.   | Russi          | 31 | 30 | 7  | 17 | 6  | 33 | 33 | 0   |
|  | 9.   | Paluani Chievo | 30 | 30 | 10 | 10 | 10 | 22 | 20 | +2  |
|  | 10.  | Monselice      | 28 | 30 | 8  | 12 | 10 | 32 | 36 | -4  |
|  | 11.  | Fidenza        | 27 | 30 | 7  | 13 | 10 | 27 | 36 | -9  |
|  | 12.  | Mirandolese    | 24 | 30 | 5  | 14 | 11 | 30 | 36 | -6  |
|  | 13.  | Sommacampagna  | 23 | 30 | 4  | 15 | 11 | 14 | 27 | -13 |
|  | 14.  | Viadanese      | 21 | 30 | 4  | 13 | 13 | 18 | 34 | -16 |
|  | 15.  | Brescello      | 18 | 30 | 3  | 12 | 15 | 11 | 33 | -22 |
|  | 16.  | Alfonsinese    | 17 | 30 | 1  | 15 | 14 | 11 | 40 | -29 |

Legenda:
      Promossa in Serie C2 1984-1985.
      Retrocessa in Promozione 1984-1985.
Regolamento:
Due punti a vittoria, uno a pareggio, zero a sconfitta.
A parità di punteggio, solo per l'assegnazione di un titolo sportivo (per la promozione o per la retrocessione), le squadre a pari punti erano classificate secondo i punti e la differenza reti conseguita negli scontri diretti.

## Girone E
Il Rosignano è una rappresentativa della città di Rosignano Marittimo.

### Classifica finale
|  | Pos. | Squadra                | Pt | G  | V  | N  | P  | GF | GS | DR  |
|  | ---- | ---------------------- | -- | -- | -- | -- | -- | -- | -- | --- |
|  | 1.   | Montevarchi            | 41 | 30 | 15 | 11 | 4  | 44 | 21 | +23 |
|  | 2.   | Poggibonsi             | 40 | 30 | 15 | 10 | 5  | 41 | 26 | +15 |
|  | 3.   | Castelfiorentino       | 35 | 30 | 12 | 11 | 7  | 39 | 25 | +14 |
|  | 4.   | Sarzanese              | 32 | 30 | 9  | 14 | 7  | 28 | 28 | 0   |
|  | 5.   | Entella Bacezza        | 31 | 30 | 10 | 11 | 9  | 29 | 26 | +3  |
|  | 5.   | Rapallo S. Desiderio   | 31 | 30 | 12 | 7  | 11 | 32 | 32 | 0   |
|  | 7.   | Cecina                 | 30 | 30 | 9  | 12 | 9  | 28 | 24 | +4  |
|  | 7.   | Migliarina Teli Spezia | 30 | 30 | 10 | 10 | 10 | 27 | 28 | -1  |
|  | 7.   | Viareggio              | 30 | 30 | 8  | 14 | 8  | 24 | 27 | -3  |
|  | 10.  | Cuoiopelli             | 27 | 30 | 8  | 11 | 11 | 24 | 24 | 0   |
|  | 10.  | Pietrasanta            | 27 | 30 | 7  | 13 | 10 | 27 | 28 | -1  |
|  | 10.  | Rosignano              | 27 | 30 | 8  | 11 | 11 | 26 | 31 | -5  |
|  | 13.  | Fucecchio              | 26 | 30 | 7  | 12 | 11 | 24 | 33 | -9  |
|  | 14.  | Piombino               | 25 | 30 | 6  | 13 | 11 | 19 | 29 | -10 |
|  | 15.  | Grosseto               | 24 | 30 | 8  | 8  | 14 | 26 | 41 | -15 |
|  | 15.  | Ponsacco               | 24 | 30 | 8  | 8  | 14 | 25 | 40 | -15 |

Legenda:
      Promossa in Serie C2 1984-1985.
      Retrocessa in Promozione 1984-1985.
Regolamento:
Due punti a vittoria, uno a pareggio, zero a sconfitta.
A parità di punteggio, solo per l'assegnazione di un titolo sportivo (per la promozione o per la retrocessione), le squadre a pari punti erano classificate secondo i punti e la differenza reti conseguita negli scontri diretti.

## Girone F

### Classifica finale
|  | Pos. | Squadra            | Pt | G  | V  | N  | P  | GF | GS | DR  |
|  | ---- | ------------------ | -- | -- | -- | -- | -- | -- | -- | --- |
|  | 1.   | Fermana            | 42 | 30 | 16 | 10 | 4  | 46 | 18 | +28 |
|  | 2.   | Porto Sant'Elpidio | 40 | 30 | 15 | 10 | 5  | 32 | 20 | +12 |
|  | 3.   | Santarcangiolese   | 39 | 30 | 16 | 7  | 7  | 38 | 20 | +18 |
|  | 4.   | Rosetana           | 34 | 30 | 10 | 14 | 6  | 40 | 33 | +7  |
|  | 4.   | Pineto             | 34 | 30 | 11 | 12 | 7  | 33 | 28 | +5  |
|  | 6.   | Sangiorgese        | 31 | 30 | 9  | 13 | 8  | 29 | 27 | +2  |
|  | 6.   | Vadese             | 31 | 30 | 8  | 15 | 7  | 27 | 26 | +1  |
|  | 8.   | Riccione           | 28 | 30 | 8  | 12 | 10 | 31 | 33 | -2  |
|  | 8.   | Tolentino          | 28 | 30 | 8  | 12 | 10 | 20 | 22 | -2  |
|  | 8.   | Assisi             | 28 | 30 | 7  | 14 | 9  | 24 | 29 | -5  |
|  | 8.   | Falconarese        | 28 | 30 | 7  | 14 | 9  | 21 | 27 | -6  |
|  | 8.   | Gubbio             | 28 | 30 | 7  | 14 | 9  | 19 | 33 | -14 |
|  | 13.  | Forlimpopoli       | 27 | 30 | 8  | 11 | 11 | 39 | 35 | +4  |
|  | 14.  | Città di Castello  | 27 | 30 | 8  | 11 | 11 | 19 | 26 | -7  |
|  | 15.  | Angelana           | 18 | 30 | 3  | 12 | 15 | 28 | 49 | -21 |
|  | 16.  | Tortoreto Lido     | 17 | 30 | 3  | 11 | 16 | 20 | 40 | -20 |

Legenda:
      Promossa in Serie C2 1984-1985.
      Retrocessa in Promozione 1984-1985.
Regolamento:
Due punti a vittoria, uno a pareggio, zero a sconfitta.
A parità di punteggio, solo per l'assegnazione di un titolo sportivo (per la promozione o per la retrocessione), le squadre a pari punti erano classificate secondo i punti e la differenza reti conseguita negli scontri diretti.

## Girone G
L'Elettrocarbonium è una rappresentativa della città di Narni Scalo.

### Classifica finale
|  | Pos. | Squadra          | Pt | G  | V  | N  | P  | GF | GS | DR  |
|  | ---- | ---------------- | -- | -- | -- | -- | -- | -- | -- | --- |
|  | 1.   | Aesernia         | 44 | 30 | 17 | 10 | 3  | 32 | 12 | +20 |
|  | 2.   | Pro Cisterna     | 43 | 30 | 14 | 15 | 1  | 33 | 16 | +17 |
|  | 3.   | L'Aquila         | 39 | 30 | 14 | 11 | 5  | 33 | 16 | +17 |
|  | 4.   | Gaeta            | 34 | 30 | 11 | 12 | 7  | 30 | 21 | +9  |
|  | 5.   | Nocera Umbra     | 31 | 30 | 9  | 13 | 8  | 31 | 36 | -5  |
|  | 6.   | Elettrocarbonium | 30 | 30 | 10 | 10 | 10 | 39 | 34 | +5  |
|  | 6.   | Cynthia          | 30 | 30 | 9  | 12 | 9  | 37 | 33 | +4  |
|  | 6.   | Tivoli           | 30 | 30 | 10 | 10 | 10 | 31 | 27 | +4  |
|  | 9.   | ALMAS            | 29 | 30 | 6  | 17 | 7  | 27 | 30 | -3  |
|  | 9.   | Avezzano         | 29 | 30 | 11 | 7  | 12 | 27 | 33 | -6  |
|  | 11.  | VJS Velletri     | 27 | 30 | 6  | 15 | 9  | 28 | 40 | -12 |
|  | 12.  | Viterbese        | 26 | 30 | 9  | 8  | 13 | 25 | 25 | 0   |
|  | 12.  | Ostia Mare       | 26 | 30 | 9  | 8  | 13 | 25 | 28 | -3  |
|  | 14.  | Casalotti        | 24 | 30 | 8  | 8  | 14 | 25 | 36 | -11 |
|  | 15.  | Terracina        | 23 | 30 | 6  | 11 | 13 | 21 | 31 | -10 |
|  | 16.  | Romulea          | 15 | 30 | 5  | 5  | 20 | 12 | 38 | -26 |

Legenda:
      Promossa in Serie C2 1984-1985.
      Retrocessa in Promozione 1984-1985.
Regolamento:
Due punti a vittoria, uno a pareggio, zero a sconfitta.
A parità di punteggio, solo per l'assegnazione di un titolo sportivo (per la promozione o per la retrocessione), le squadre a pari punti erano classificate secondo i punti e la differenza reti conseguita negli scontri diretti.

## Girone H
Il Rifo Sud è una compagine della città di Marcianise.

### Classifica finale
|  | Pos. | Squadra         | Pt | G  | V  | N  | P  | GF | GS | DR  |
|  | ---- | --------------- | -- | -- | -- | -- | -- | -- | -- | --- |
|  | 1.   | Gladiator       | 43 | 30 | 18 | 7  | 5  | 42 | 20 | +22 |
|  | 2.   | Nola            | 37 | 30 | 13 | 11 | 6  | 34 | 20 | +14 |
|  | 3.   | Ariano          | 36 | 30 | 13 | 10 | 7  | 30 | 20 | +10 |
|  | 3.   | Puteolana       | 36 | 30 | 14 | 8  | 8  | 36 | 28 | +8  |
|  | 5.   | Juventus Stabia | 33 | 30 | 10 | 13 | 7  | 25 | 19 | +6  |
|  | 5.   | Boys Caivanese  | 33 | 30 | 10 | 13 | 7  | 31 | 30 | +1  |
|  | 7.   | Rifo Sud        | 30 | 30 | 12 | 6  | 12 | 23 | 24 | -1  |
|  | 7.   | Pomigliano      | 30 | 30 | 9  | 12 | 9  | 27 | 33 | -6  |
|  | 9.   | Viribus Unitis  | 29 | 30 | 9  | 11 | 10 | 33 | 30 | +3  |
|  | 9.   | Sarnese         | 29 | 30 | 10 | 9  | 11 | 31 | 29 | +2  |
|  | 11.  | Giugliano       | 28 | 30 | 11 | 6  | 13 | 33 | 35 | -2  |
|  | 11.  | Acerrana        | 28 | 30 | 9  | 10 | 11 | 29 | 33 | -4  |
|  | 11.  | Casoria         | 28 | 30 | 10 | 8  | 12 | 28 | 34 | -6  |
|  | 14.  | Savoia          | 27 | 30 | 8  | 11 | 11 | 24 | 28 | -4  |
|  | 15.  | Palmese         | 18 | 30 | 6  | 6  | 18 | 23 | 39 | -16 |
|  | 16.  | Saviano         | 15 | 30 | 6  | 3  | 21 | 23 | 50 | -27 |

Legenda:
      Promossa in Serie C2 1984-1985.
      Retrocessa in Promozione 1984-1985.
Regolamento:
Due punti a vittoria, uno a pareggio, zero a sconfitta.
A parità di punteggio, solo per l'assegnazione di un titolo sportivo (per la promozione o per la retrocessione), le squadre a pari punti erano classificate secondo i punti e la differenza reti conseguita negli scontri diretti.
Note:
Il Savoia fu poi riammesso nel Campionato Interregionale 1984-1985.

## Girone I

### Classifica finale
|  | Pos. | Squadra           | Pt | G  | V  | N  | P  | GF | GS | DR  |
|  | ---- | ----------------- | -- | -- | -- | -- | -- | -- | -- | --- |
|  | 1.   | Crotone           | 45 | 30 | 18 | 9  | 3  | 35 | 10 | +25 |
|  | 2.   | Nardò             | 43 | 30 | 19 | 5  | 6  | 46 | 17 | +29 |
|  | 3.   | Nuova Vibonese    | 37 | 30 | 13 | 11 | 6  | 35 | 22 | +13 |
|  | 4.   | Corigliano        | 33 | 30 | 12 | 9  | 9  | 32 | 23 | +9  |
|  | 4.   | Grottaglie        | 33 | 30 | 13 | 7  | 10 | 36 | 29 | +7  |
|  | 6.   | Vigor Lamezia     | 32 | 30 | 11 | 10 | 9  | 32 | 27 | +5  |
|  | 6.   | Siderno           | 32 | 30 | 11 | 10 | 9  | 35 | 31 | +4  |
|  | 8.   | Toma Maglie       | 31 | 30 | 11 | 9  | 10 | 31 | 26 | +5  |
|  | 8.   | Cassano           | 31 | 30 | 12 | 7  | 11 | 26 | 24 | +2  |
|  | 10.  | Gioventù Brindisi | 28 | 30 | 10 | 8  | 12 | 30 | 34 | -4  |
|  | 11.  | Castrovillari     | 25 | 30 | 7  | 11 | 12 | 25 | 31 | -6  |
|  | 11.  | Palmese           | 25 | 30 | 7  | 11 | 12 | 24 | 32 | -8  |
|  | 13.  | Paolana           | 22 | 30 | 4  | 14 | 12 | 16 | 36 | -20 |
|  | 14.  | Gioiese           | 22 | 30 | 8  | 6  | 16 | 23 | 51 | -28 |
|  | 15.  | Bernalda          | 21 | 30 | 7  | 7  | 16 | 16 | 32 | -16 |
|  | 16.  | Squinzano         | 20 | 30 | 6  | 8  | 16 | 21 | 38 | -17 |

Legenda:
      Promossa in Serie C2 1984-1985.
      Retrocessa in Promozione 1984-1985.
Regolamento:
Due punti a vittoria, uno a pareggio, zero a sconfitta.
A parità di punteggio, solo per l'assegnazione di un titolo sportivo (per la promozione o per la retrocessione), le squadre a pari punti erano classificate secondo i punti e la differenza reti conseguita negli scontri diretti.

## Girone L
La Polisportiva Mola era una rappresentativa della città di Mola di Bari.
Il Real Genzano era una rappresentativa della città di Genzano di Lucania.

### Classifica finale
|  | Pos. | Squadra        | Pt | G  | V  | N  | P  | GF | GS | DR  |
|  | ---- | -------------- | -- | -- | -- | -- | -- | -- | -- | --- |
|  | 1.   | Fidelis Andria | 47 | 30 | 19 | 9  | 2  | 39 | 9  | +30 |
|  | 2.   | Manfredonia    | 40 | 30 | 15 | 10 | 5  | 32 | 18 | +14 |
|  | 3.   | Ostuni         | 37 | 30 | 13 | 11 | 6  | 32 | 21 | +11 |
|  | 4.   | Chieti         | 36 | 30 | 12 | 12 | 6  | 34 | 16 | +18 |
|  | 5.   | Trani          | 35 | 30 | 11 | 13 | 6  | 33 | 21 | +12 |
|  | 6.   | Penne          | 31 | 30 | 9  | 13 | 8  | 29 | 21 | +8  |
|  | 7.   | Bisceglie      | 30 | 30 | 11 | 8  | 11 | 31 | 28 | +3  |
|  | 7.   | Lanciano       | 30 | 30 | 4  | 22 | 4  | 19 | 19 | 0   |
|  | 7.   | Val di Sangro  | 30 | 30 | 9  | 12 | 9  | 29 | 34 | -5  |
|  | 10.  | Lucera         | 29 | 30 | 7  | 15 | 8  | 32 | 30 | +2  |
|  | 11.  | Fasano         | 26 | 30 | 6  | 14 | 10 | 23 | 27 | -4  |
|  | 11.  | Noicattaro     | 26 | 30 | 9  | 8  | 13 | 31 | 37 | -6  |
|  | 13.  | San Salvo      | 25 | 30 | 6  | 13 | 11 | 15 | 28 | -13 |
|  | 14.  | Canosa         | 24 | 30 | 7  | 10 | 13 | 25 | 32 | -7  |
|  | 15.  | Real Genzano   | 18 | 30 | 2  | 14 | 14 | 20 | 55 | -35 |
|  | 16.  | Mola           | 16 | 30 | 3  | 10 | 17 | 18 | 46 | -28 |

Legenda:
      Promossa in Serie C2 1984-1985.
      Retrocessa in Promozione 1984-1985.
Regolamento:
Due punti a vittoria, uno a pareggio, zero a sconfitta.
A parità di punteggio, solo per l'assegnazione di un titolo sportivo (per la promozione o per la retrocessione), le squadre a pari punti erano classificate secondo i punti e la differenza reti conseguita negli scontri diretti.

## Girone M

### Classifica finale
|  | Pos. | Squadra               | Pt | G  | V  | N  | P  | GF | GS | DR  |
|  | ---- | --------------------- | -- | -- | -- | -- | -- | -- | -- | --- |
|  | 1.   | Nissa                 | 43 | 30 | 16 | 11 | 3  | 36 | 16 | +20 |
|  | 2.   | Mascalucia            | 40 | 30 | 13 | 14 | 3  | 39 | 21 | +18 |
|  | 3.   | Pro Trapani           | 37 | 30 | 13 | 11 | 6  | 27 | 20 | +7  |
|  | 4.   | Nuova Igea            | 34 | 30 | 11 | 12 | 7  | 31 | 25 | +6  |
|  | 5.   | Trapani               | 33 | 30 | 11 | 11 | 8  | 25 | 22 | +3  |
|  | 6.   | Acireale              | 32 | 30 | 8  | 16 | 6  | 28 | 23 | +5  |
|  | 6.   | Folgore Castelvetrano | 32 | 30 | 8  | 16 | 6  | 33 | 30 | +3  |
|  | 8.   | Mazara                | 31 | 30 | 8  | 15 | 7  | 28 | 27 | +1  |
|  | 9.   | Enna                  | 29 | 30 | 10 | 9  | 11 | 28 | 28 | 0   |
|  | 10.  | Sciacca               | 28 | 30 | 8  | 12 | 10 | 32 | 27 | +5  |
|  | 11.  | Favara                | 27 | 30 | 6  | 15 | 9  | 30 | 31 | -1  |
|  | 11.  | Caltagirone           | 27 | 30 | 8  | 11 | 11 | 22 | 28 | -6  |
|  | 13.  | Paternò               | 26 | 30 | 7  | 12 | 11 | 30 | 34 | -4  |
|  | 14.  | Ragusa                | 24 | 30 | 6  | 12 | 12 | 21 | 34 | -13 |
|  | 15.  | Villafranca           | 21 | 30 | 6  | 9  | 15 | 22 | 37 | -15 |
|  | 16.  | Terranova Gela        | 16 | 30 | 2  | 12 | 16 | 21 | 50 | -29 |

Legenda:
      Promossa in Serie C2 1984-1985.
      Retrocessa in Promozione 1984-1985.
Regolamento:
Due punti a vittoria, uno a pareggio, zero a sconfitta.
A parità di punteggio, solo per l'assegnazione di un titolo sportivo (per la promozione o per la retrocessione), le squadre a pari punti erano classificate secondo i punti e la differenza reti conseguita negli scontri diretti.
Note:
Il Ragusa fu poi riammesso nel Campionato Interregionale 1984-1985.

## Girone N
Il Montalbo è una rappresentativa della città di Siniscola.
Il San Marco è una rappresentativa della città di Cabras. 

### Classifica finale
|  | Pos. | Squadra          | Pt | G  | V  | N  | P  | GF | GS | DR  |
|  | ---- | ---------------- | -- | -- | -- | -- | -- | -- | -- | --- |
|  | 1.   | Nuorese          | 47 | 30 | 21 | 5  | 4  | 48 | 11 | +37 |
|  | 2.   | San Marco Cabras | 43 | 30 | 17 | 9  | 4  | 43 | 20 | +23 |
|  | 3.   | Sorso            | 42 | 30 | 18 | 6  | 6  | 58 | 26 | +32 |
|  | 4.   | Sennori          | 39 | 30 | 17 | 5  | 8  | 35 | 25 | +10 |
|  | 5.   | Guspini          | 33 | 30 | 12 | 9  | 9  | 29 | 28 | +1  |
|  | 6.   | Arzachena        | 31 | 30 | 10 | 11 | 9  | 26 | 29 | -3  |
|  | 7.   | Fertilia         | 30 | 30 | 12 | 6  | 12 | 38 | 28 | +10 |
|  | 8.   | Sinnai           | 28 | 30 | 9  | 10 | 11 | 28 | 39 | -11 |
|  | 9.   | Tempio           | 27 | 30 | 11 | 5  | 14 | 39 | 47 | -8  |
|  | 10.  | Gialeto          | 26 | 30 | 8  | 10 | 12 | 27 | 32 | -5  |
|  | 10.  | Tharros          | 26 | 30 | 10 | 6  | 14 | 36 | 42 | -6  |
|  | 10.  | Alghero          | 26 | 30 | 9  | 8  | 13 | 27 | 36 | -9  |
|  | 13.  | Montalbo         | 24 | 30 | 6  | 12 | 12 | 24 | 36 | -12 |
|  | 14.  | Ilvamaddalena    | 24 | 30 | 10 | 4  | 16 | 27 | 39 | -12 |
|  | 15.  | Gonnesa          | 19 | 30 | 7  | 5  | 18 | 21 | 42 | -21 |
|  | 16.  | Calangianus      | 15 | 30 | 5  | 5  | 20 | 17 | 43 | -26 |

Legenda:
      Promossa in Serie C2 1984-1985.
      Retrocessa in Promozione 1984-1985.
 Retrocessione diretta.
Regolamento:
Due punti a vittoria, uno a pareggio, zero a sconfitta.
A parità di punteggio, solo per l'assegnazione di un titolo sportivo (per la promozione o per la retrocessione), le squadre a pari punti erano classificate secondo i punti e la differenza reti conseguita negli scontri diretti.
Note:
L'Ilvarsenal, retrocesso dopo lo spareggio con l'ex aequo Montalbo, fu poi riammesso nel Campionato Interregionale 1984-1985.

### Spareggi

#### Spareggio retrocessione
|          | Risultati |               | Luogo e data          |
| -------- | --------- | ------------- | --------------------- |
| Montalbo | 1-0 (dts) | Ilvamaddalena | Olbia, 20 maggio 1984 |
|          |           |               |                       |